# Obora (ort i Tjeckien, Södra Mähren)
Obora är en ort i Tjeckien.   Den ligger i regionen Södra Mähren, i den östra delen av landet, 170 km öster om huvudstaden Prag. Obora ligger 418 meter över havet och antalet invånare är 277.
Terrängen runt Obora är kuperad åt nordost, men åt sydväst är den platt.Runt Obora är det ganska tätbefolkat, med 144 invånare per kvadratkilometer. Närmaste större samhälle är Blansko, 10,3 km söder om Obora. Omgivningarna runt Obora är en mosaik av jordbruksmark och naturlig växtlighet.